# Karlín
Pour les articles homonymes, voir Karlin.

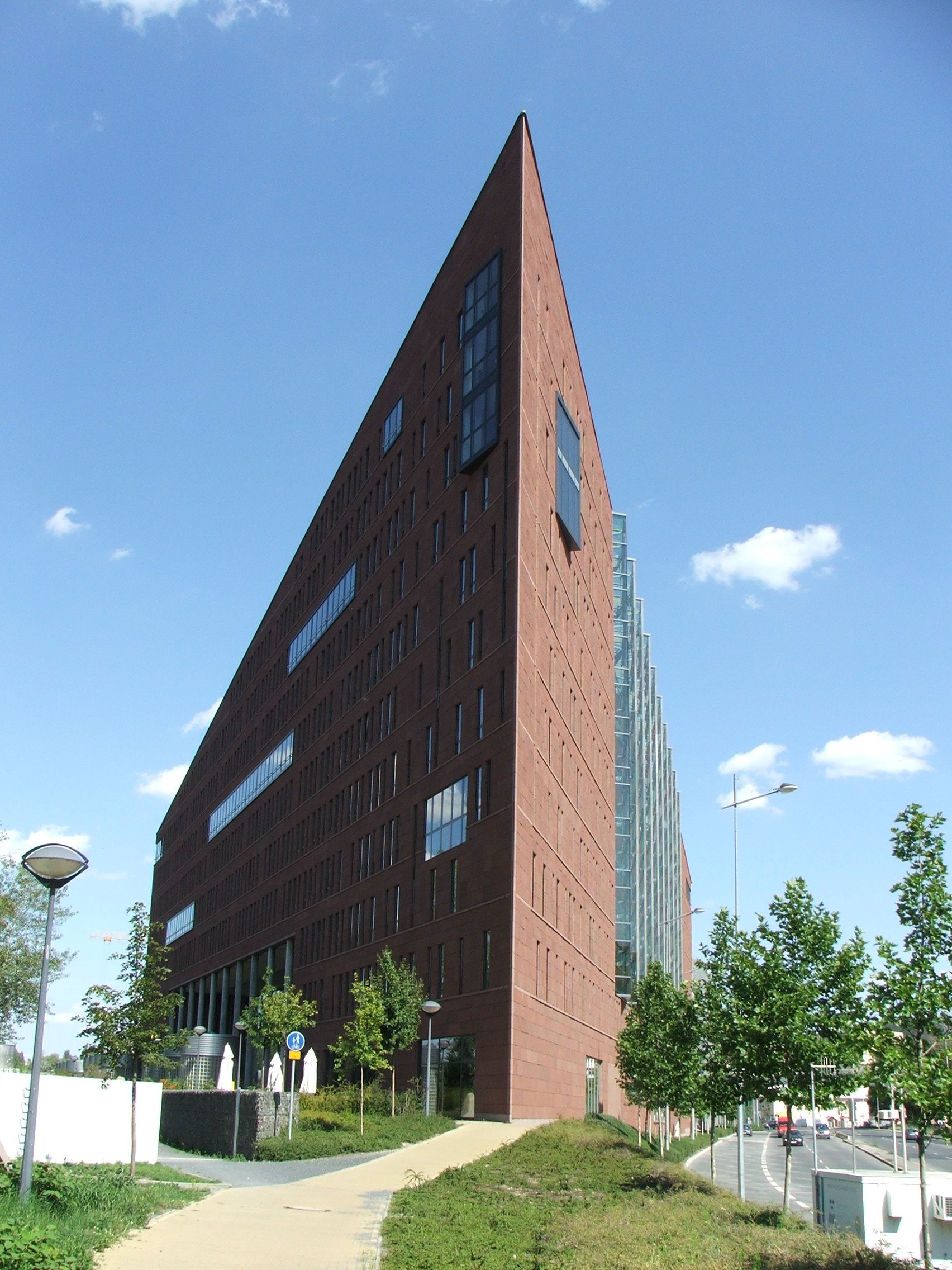
La Maison Danube (2003) à Karlín

Karlín (en allemand : Karolinenthal) est un quartier de la ville de Prague, en République tchèque. Il constitue la majeure partie de l'arrondissement de Prague 8. Il est bordé au nord par la Vltava, à l'ouest par la Nouvelle Ville de Prague et au sud par la butte de Vítkov, où se trouve le mémorial national de Vítkov.
Lors des inondations de 2002, Karlín fut le quartier le plus endommagé. Des aménagements ont été réalisés pour limiter les risques de nouvelles crues. Malgré sa réputation de quartier peu sûr, Karlín devient attractif en raison de sa proximité avec le centre-ville de Prague.

## Bâtiments remarquables
- Théâtre musical de Karlín
- L'hôtel Olympik
- Le palais des Invalides, sur le modèle de l'Hôtel des Invalides de Paris, selon le projet de l'architecte Kilian Ignace Dientzenhofer.
- La Synagogue de Karlin
- L'église Saints-Cyrille-et-Méthode
- La Maison Danube
- La Maison Nile
- Le viaduct Negrelli
- La gare routière de Florenc